# Mircea Teodor Iustian
Mircea Teodor Iustian (n. 11 august 1947) este un politician român, membru al Parlamentului României. În legislatura 2000-2004, Mircea Teodor Iustian a fost ales senator pe listele PNL și a fost membru în grupul parlamentar de prietenie cu Regatul Belgiei. În legislatura 2004-2008, Mircea Teodor Iustian a fost ales deputat pe listele PNL, a devenit deputat independent în perioada decembrie 2006 - februarie 2008 iar atunci a trecut la PDL. În legislatura 2000-2004, Mircea Teodor Iustian a fost membru în comisia pentru drepturile omului, culte și minorități precum și în comisia  pentru cercetarea abuzurilor, combaterea corupției și petiții. În legislatura 2004-2008, Mircea Teodor Iustian a fost membru în grupurile parlamentare de prietenie cu Republica Libaneză, Regatul Spaniei și India.  În legislatura 2004-2008, Mircea Teodor Iustian a fost membru în comisia pentru drepturile omului, culte și problemele minorităților naționale, în comisia pentru drepturile omului, culte și problemele minorităților naționale (până în feb. 2007) și în comisia pentru regulament (până în feb. 2007). 
Mircea Teodor Iustian este medic, absolvent al Facultății Generale de Medicină Cluj. 